# C.A.T.S. Eyes
C.A.T.S. Eyes (opgenomen tussen 1985 en 1987 met 31 afleveringen) was een Britse politieserie.  
De serie was een vervolg op The Gentle Touch en Jill Gascoine vervulde weer haar rol als Detective Inspector  Maggie Forbes. De politie werd gekoppeld aan een privédetectivebureau genaamd Eyes, dat eigenlijk een dekmantel was voor een team genaamd C.A.T.S. Zij onderzochten zaken die te maken hebben met afpersing, spionage en terrorisme. 
In het team was ook de in Oxford afgestudeerde Pru Standfast (Rosalyn Landor) en computerexpert Frederica "Fred" Smith (Leslie Ash). Nigel Beaumont (Don Warrington) was de "man van het ministerie" die toezicht hield op hun activiteiten.